# 세콘다 토레

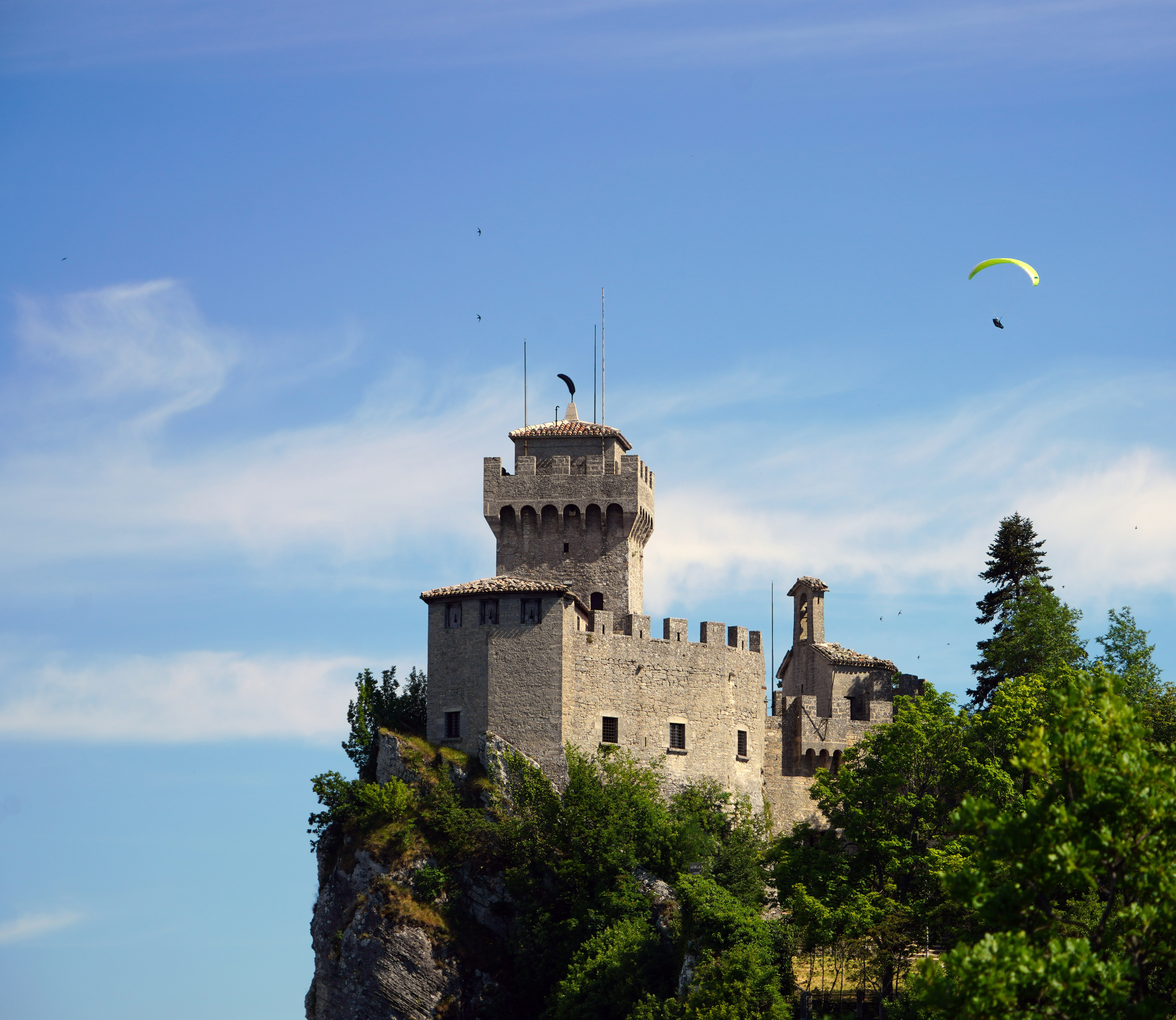
데 라 프라타

세콘다 토레(이탈리아어: Seconda Torre)는 산마리노의 세 개의 탑 중 두 번째 탑에 해당하는 탑이다. 산마리노 시에 위치한다. 간단히 체스타(Cesta)라고 부르기도 한다.

## 역사
체스타는 해발 755m의 티타노산 정상에 쌓아올려진 탑으로, 고대 로마 때부터 이미 감시탑으로 사용되고 있었다. 현존하는 문헌상에 체스타의 존재가 처음으로 언급된 것은 1253년으로 거슬러 올라간다.
1320년에는 또다른 성벽과 일련의 방어시설이 세워졌으며 산마리노 시의 두번째 방어 요새를 이루게 되었다. 16세기에는 내부로 오갈 수 있는 대문이 설치되었다. 이후 1596년에는 기존의 성벽을 허물고 다시 지었으며 이때 양쪽 벽면에 새겨놓은 산마리노의 국장이 지금도 남아 있다. 그로부터 약 350년이 지난 1924년에는 성벽이 허물어져 가는 등 손상을 막기 위해 복원 작업을 펼쳤고, 옛모습을 되찾게 되었다.
수세기에 걸쳐 지속적으로 복구와 변화를 거쳐 온 탑이지만, 배수관과 석궁이 보존되어 있는 등 중세 시대 탑의 모습을 온전히 간직하고 있다.

## 박물관
체스타 내부에는 산마리노 고대 무기 박물관 (Museo delle armi antiche di San Marino)이 있다. 1956년 산마리노의 수집가 조반니 카를로 조르제티가 설립한 곳으로, 제작 연대와 유형별로 다양한 종류의 무기와 갑옷 견본 700여점이 전시되고 있다.
이 박물관은 총 네 개의 전시실로 구성되며 갑옷, 경매로 입수한 무기, 화기류 (도화선 / 부싯돌), 19세기의 실험 무기 등 볼거리들이 많다.

## 관람 정보
체스타의 관람시간은 다음과 같다.
- 성수기 (3월 20일 ~ 9월 20일) : 오전 8시부터 오후 8시까지
- 비수기 (9월 21일 ~ 3월 19일) : 오전 8시 50분부터 오후 5시까지.

크리스마스와 신정은 휴무이며 매년 11월 2일에는 오전까지만 개관한다. 입장료는 3.00유로다.

## 같이 보기
- 프리마 토레
- 테르차 토레
- 산마리노의 세 개의 탑
- 산마리노 (도시)
- 산마리노 고대 무기 박물관